# استان سباستین پاگادور
استان سباستین پاگادور (به اسپانیایی: Provincia de Sebastián Pagador) یکی از استان‌های بولیوی در بولیوی است که در شهرستان اورورو واقع شده‌است. استان سباستین پاگادور ۹۷۳ کیلومتر مربع مساحت و ۱۰٬۲۲۱ نفر جمعیت دارد.